# APROVACA
APROVACA（アプロバカ、西: Asociación de Productores de Orquídeas de El Valle y Cabuya）は、パナマの非営利組織。同国のエルバジェ・デ・アントンにおいて、パナマ固有種の蘭の保護活動を行っている。
絶滅の危機に瀕しているパナマ固有種の蘭の保護を目的として2001年5月15日に設立された。その背景には地元住民による野生蘭の不法採取によってその個体数が著しく減少し、世界でもここにしか存在しない種の蘭の生存が脅かされていたことがあった。
地元固有種の蘭や園芸用の蘭は事務所に隣接する庭やグリーンハウスで育てられている。現在、APROVACAはパナマ農業研究所と共同で、地元の絶滅危惧種の蘭をその元々の生息地に戻すというプロジェクトを実施している。 
また、2010年3月よりOrchid Conservation Coalitionのメンバーになっている。